# Crkva sv. Lazara u Dubrovniku
Crkva sv. Lazara u Dubrovniku smještena je u uličnom nizu, sjeverno od tvrđave Revelin, u blizini povijesne jezgre Dubrovnika. Pravokutnog je tlocrta s polukružnom apsidom, pravilne orijentacije sa zabatnim pročeljem usmjerenim prema ulici, a unutrašnjost presvođene bačvastim svodom. Ziđe pročelja neujednačene je strukture. Dvije stube vode do portala jednostavnog okvira s polukružnom lunetom. Nad portalom je pravokutni prozor okvira skošenog prema svijetlom otvoru, a pročelje završava jednolučna preslica. Crkva sv. Lazara, činila je zajedno sa susjednom kućom prihvatilište za okužene, cjelinu koja je u svojoj namjeni funkcionirala do 1463. Stilskim karakteristikama crkva upućuje na razdoblje gotičkog oblikovnog sloga.

## Zaštita
Pod oznakom Z-4030 zavedena je kao nepokretno kulturno dobro - pojedinačno, pravna statusa zaštićena kulturnog dobra, klasificiranog kao sakralna graditeljska baština.